# Ogoki River
Der Ogoki River ist ein Fluss im Thunder Bay District und Cochrane District in der kanadischen Provinz Ontario.
Der Fluss hat seinen Ursprung im Wabakimi Lake. Er fließt in nordöstlicher Richtung durch eine Reihe von Seen: Whitewater Lake, Whiteclay Lake, das Ogoki Reservoir und den Ogoki Lake. Im Unterlauf spaltet sich der Fluss über eine Strecke von 30 km in zwei Arme auf, die sich wieder vereinigen. Bei Ogoki mündet der Fluss in den Albany River, welcher der James Bay zufließt. Der Fluss ist 480 km lang. Im Jahre 1943 errichtete die Hydro-Electric Power Commission of Ontario, heute Ontario Power Generation, einen Staudamm, welcher seit seiner Fertigstellung einen Großteil des Wassers des oberen Ogoki River zum Lake Nipigon und zu den Großen Seen ableitet. Zweck dieses Wasserbauprojekts war die Erhöhung der nutzbaren Wassermenge für das Wasserkraftwerk an den Niagara-Fällen unterhalb des Eriesees.
Der Ogoki River durchfließt den Wabakimi Provincial Park. Er wird für Kanufahrten und zum Angeln genutzt.
Das Ogoki Reservoir nördlich des Lake Nipigon wird durch einen Staudamm bei Waboose Rapids gebildet. Der Stausee hat eine Länge von 70 km und bedeckt eine Fläche von etwa 150 km². 
Für den Flussabschnitt unterhalb des Ogoki Reservoirs, über den Ogoki Lake bis zur Aufspaltung des Flusses ist ein Provincial Park in Planung.